# Negara
Negara is het Indonesische woord voor staat. Tussen 1946 en 1950 werden op het grondgebied van het huidige Indonesië (met uitzondering van Nieuw-Guinea wat toen nog bij Nederland hoorde) verschillende negara's opgericht. In de in 1946 gesloten Overeenkomst van Linggadjati werd bepaald dat Indonesië onafhankelijk zou worden als federale staat: de Verenigde Staten van Indonesië (VSI). De deelstaten van de VSI werden negara genoemd.
Een negara had een eigen president, regering en parlement. Een negara kon worden onderverdeeld in daerahs.
Men moet het begrip negara niet verwarren met negeri, dat land betekent. Het land was in dit geval de VSI.

Onderverdeling van de Verenigde Staten van Indonesië